# RFK Racing
Roush Fenway Keselowski Racing, in der Regel abgekürzt als RFK Racing bekannt, ehemals Roush Racing und Roush Fenway Racing, ist ein Motorsportteam, das in der NASCAR Cup Series und der Xfinity Series antritt. Bis zur Saison 2009 nahm das Team auch an Rennen der NASCAR Craftsman Truck Series teil. Das Team wurde 1988 als kleiner eigenständiger Unternehmenszweig des in Livonia, Michigan ansässigen, erfolgreichen Automobiltechnikunternehmens und Zubehörherstellers für Straßenrennequipment von Jack Roush gegründet. Die NASCAR-Operationen, die von Concord, North Carolina aus gesteuert werden, sind seitdem zu einem wichtigen Eckpfeiler und Kern des Unternehmens geworden. Es gewann in den beiden aufeinanderfolgenden Saisons 2003 und 2004 die Meisterschaft in der Cup-Serie mit Matt Kenseth und Kurt Busch als Fahrern. Carl Edwards’ Sieg im Dodge Dealers 400 auf dem Dover International Speedway in der Saison 2007 war der 100. Sieg des Teams in der Cup-Serie von NASCAR. Seit der Gründung setzt Roush Fenway Racing ausschließlich Ford-Modelle ein.

## NASCAR Sprint Cup

### Überblick
Roush Fenway Racing ist einer der größten Rennställe im Sprint Cup und geht mit vier Vollzeitteams an den Start. Das Engagement ist vollständig auf den Einsatz von vier Wagen ausgelegt. Dieser Aspekt erlaubt den Austausch von Informationen und Ressourcen innerhalb der gesamten Unternehmen und soll dadurch die Leistungen aller einzelnen Teams verbessern. Seit der Saison 2004 stammen die Motoren von Roush-Yates Engines, einer Partnerschaft zwischen Roush Fenway Racing und Yates Racing.

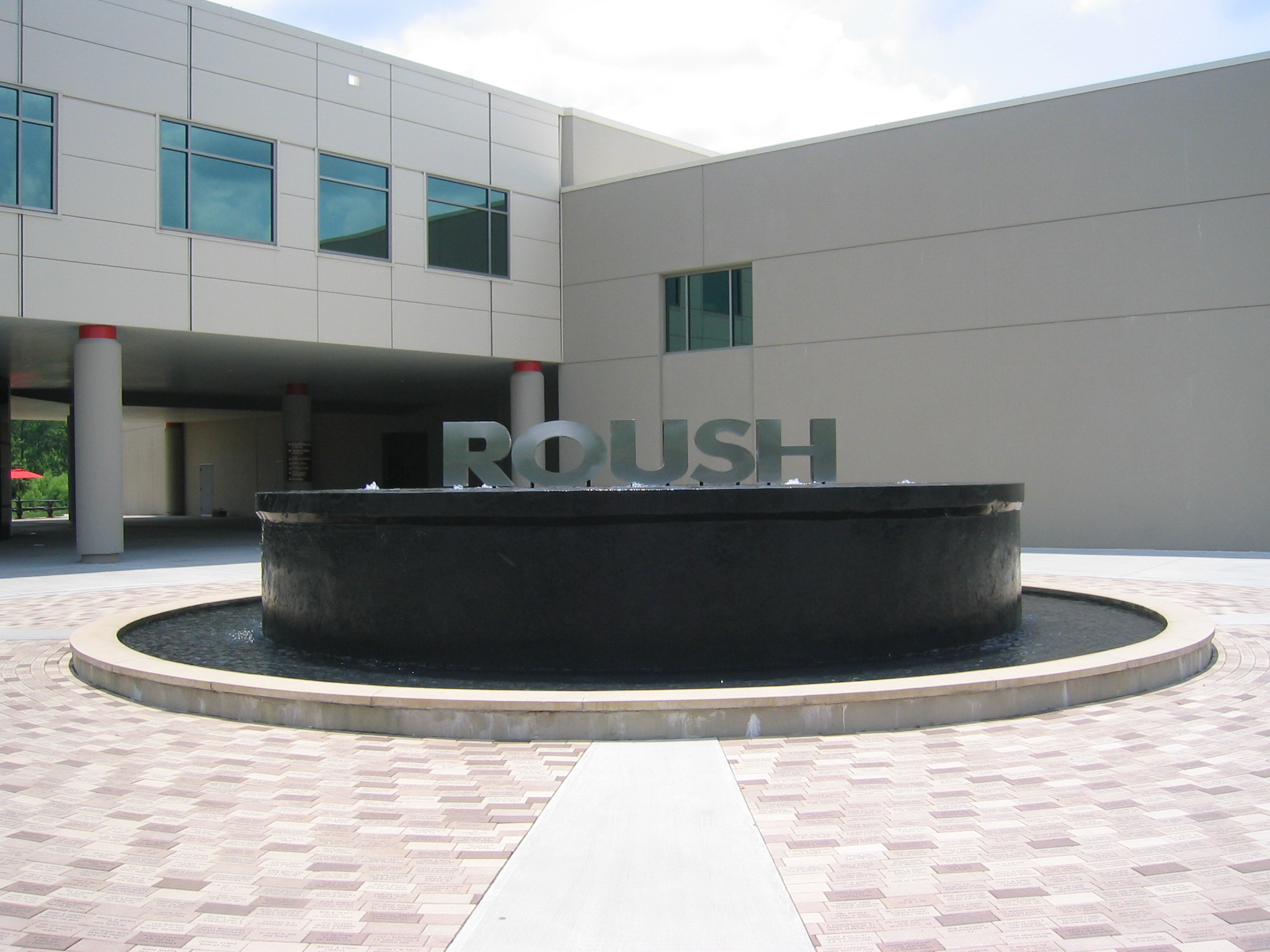
Hauptquartier von Roush Fenway Racing

### Wagen #06
Die Startnummer 06 versuchte sich in der Saison 2006 für elf Rennen zu qualifizieren, um die im Fahrerentwicklungsprogramm befindlichen Fahrer auf ihre Zukunft in der Cup-Serie vorzubereiten. Todd Kluever war ursprünglich alleiniger Fahrer, wurde aber für fünf der elf Rennen durch David Ragan ersetzt. Das Debüt des Wagens fand am 9. Juli 2006 auf dem Chicagoland Speedway mit Kluever als Fahrer und 3M als Sponsor statt. Kluever fuhr auch die Rennen auf dem Michigan International Speedway, Kansas Speedway und Lowe’s Motor Speedway, konnte sich auf dem California Speedway, Phoenix International Raceway und Homestead-Miami Speedway nicht qualifizieren. David Ragan fuhr den Wagen auf dem Dover International Speedway im September 2006 und dem Martinsville Speedway, verpasste aber das zweite Saisonrennen auf dem Texas Motor Speedway.

### Wagen #6
Der Wagen mit der Startnummer 6 war der ursprüngliche Wagen, mit dem Roush Racing in der NASCAR debütierte. Das Debüt fand beim Daytona 500 der Saison 1988 statt mit Stroh’s Light als Sponsor und Mark Martin als Fahrer. Wegen eines Motorschadens in Runde 19 beendete er das Rennen auf Platz 41. Im Verlauf der Saison verbesserte sich die Leistung und Martin holte eine Pole-Position sowie zehn Top-10-Ergebnisse. Mit den Erfahrungen des ersten Jahres errang das Team mit Martin am Steuer in der Saison 1989 sechs Pole-Positionen, 18 Top-10-Ergebnisse und den ersten Sieg im AC Delco 500 auf dem North Carolina Speedway. Dank dieser Leistungen beendete das Team die Saison auf Platz drei in der Meisterschaft.
Mit Folgers als neuem Sponsor in der Saison 1990 gewann Martin jeweils drei Rennen sowie Pole-Positionen und beendete mit Ausnahme von sechs Rennen alle in den Top 10. Martin führte die Meisterschaft über weite Teile der Saison an, konnte die Gunst der Stunde aber nicht nutzen und verlor am Ende der Saison mit 26 Punkten gegenüber Dale Earnhardt. Nachträglich stellte sich die Strafe in Form von 46 Punkten Abzug aufgrund einer Regelverletzung im zweiten Saisonrennen als entscheidend für den Ausgang der Saison heraus. In der Saison 1991 konnte das Team nicht an die guten Leistungen des Vorjahres anknüpfen und Martin wurde nur Sechster in der Meisterschaft. Seinen einzigen Sieg der Saison erzielte er im Saisonfinale auf dem Atlanta Motor Speedway.
Im Jahre 1992 kam Valvoline als neuer Sponsor hinzu, aber in der Meisterschaft gab es keine Verbesserung. Erst mit fünf Siegen in der Saison 1993 erreichte Martin verbesserte sich die Situation und er beendete die Saison als Dritter. In der Saison 1994 musste sich Martin in der Meisterschaft erneut Dale Earnhardt geschlagen geben und wurde wiederum Meisterschaftszweiter. 1995 schlug Martin seinen ehemaligen Teamkollegen Wally Dallenbach jr. in Watkins Glen und gewann sein bis dato höchstes Preisgeld seiner Karriere mit 1.893.519 US-Dollar. Ein Rückschlag folgte in der darauffolgenden Saison, als Martin kein einziges Rennen gewann. Besser verlief die Saison 1997, als Martin viermal siegte und Dritter in der Meisterschaft wurde. Die bis dato beste Saison lieferte Martin im Jahre 1998 ab. Martin gewann sieben Rennen, doch auch diese Leistung reichte nicht zur Meisterschaft, als er sich Jeff Gordon geschlagen geben musste. Trotz nur zwei Siegen in der Saison 1999 beendete Martin 26 der 34 Rennen in den Top 10.

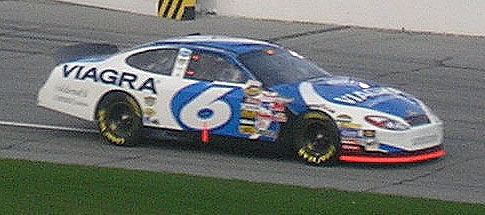
1. 6 Viagra Ford Taurus 2005

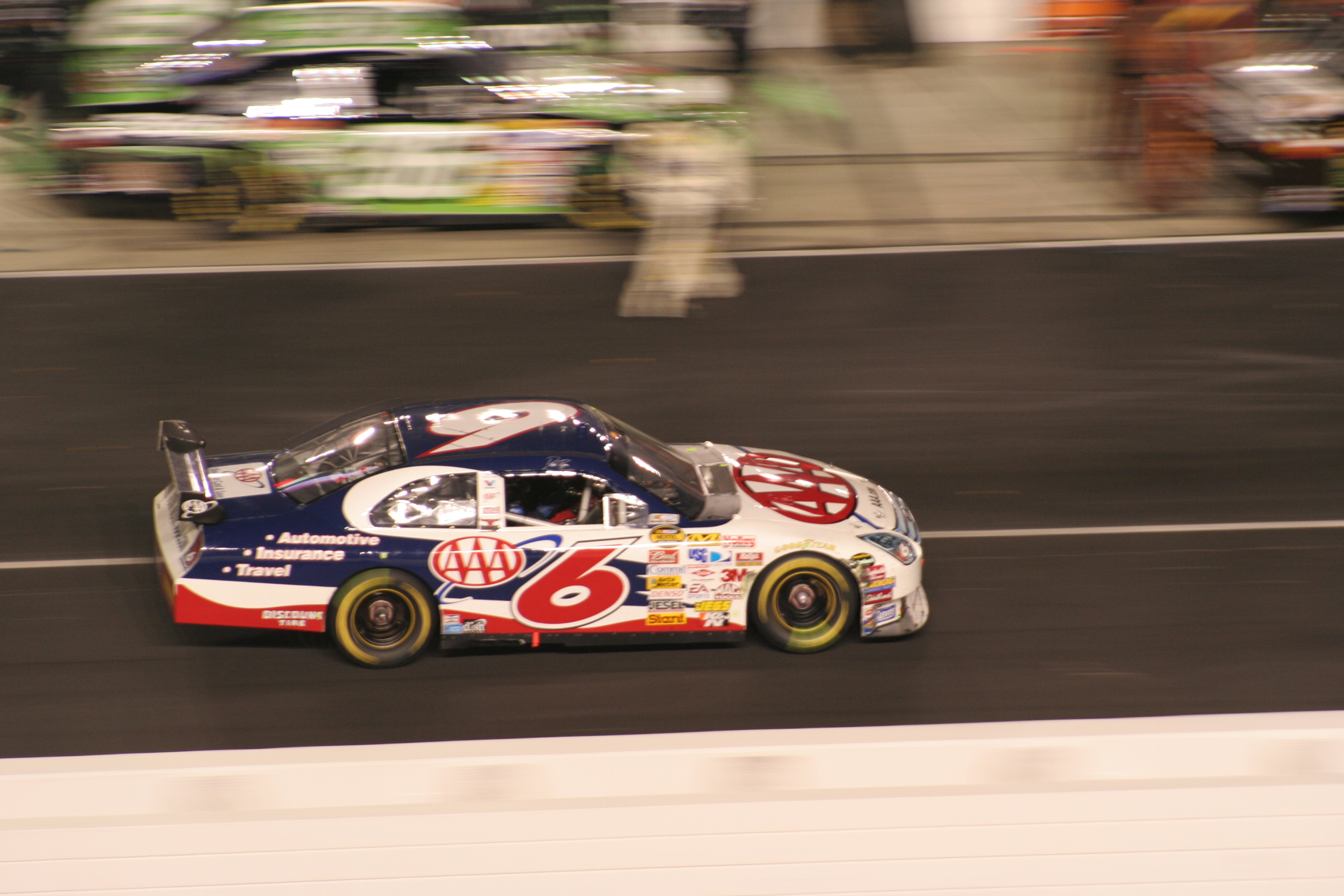
David Ragan im August 2007 auf dem Bristol Motor Speedway.

Nach nur einem Sieg im Jahre 2000 verließ Hauptsponsor Valvoline das Team und wechselte zu MB2 Motorsports. Neuer Hauptsponsor wurde Pfizer/Viagra. Zusätzlich diente Martin während der Saison als Mentor und Mitbesitzer des Wagens von Rookie Matt Kenseth. Er selbst gewann kein Rennen und wurde nur Zwölfter in der Meisterschaft, was das schlechteste Ergebnis seit 1988 war. Erst in der Saison 2002 gewann Martin wieder ein Rennen und wurde in der Meisterschaft knapp von Tony Stewart geschlagen. In der darauffolgenden Saison ließ die Leistung wieder nach. Martin gewann erneut kein einziges Rennen und belegte in der Meisterschaft den 17. Platz. Dank besserer Ergebnisse mit einem Sieg auf dem Dover International Speedway verbesserte sich Martin auf den vierten Platz am Ende der Saison. Vor dem Start der Saison 2005 verkündete Martin, dass diese Saison seine letzte volle Saison werden würde. Auf seiner „Salute to You“-Abschiedstour holte Martin noch einen Sieg, 19 Top-10-Ergebnisse sowie einen vierten Platz in der Meisterschaft. Nachdem Roush aufgrund von Vertragsangelegenheiten auf einmal für die Saison 2006 ein Fahrer fehlte, stieg Martin für eine weitere volle Saison in die Startnummer 6 mit AAA als neuem Sponsor. Nach Martins Weggang sollte Todd Kluever eigentlich den Wagen in der Saison 2007 übernehmen. Aufgrund seiner schlechten Ergebnisse in der Busch Series entschied sich Roush Fenway Racing dazu, David Ragan als neuen Fahrer ans Steuer der Startnummer 6 zu setzen. Seine erste Saison als Vollzeitfahrer blieb ohne große Höhepunkte, in seinem zweiten Vollzeitjahr verpasste Ragan nur knapp den Einzug in den Chase for the Sprint Cup. In der Saison 2009 konnte er nicht an die Erfolge des Vorjahres anknüpfen.

### Wagen #16

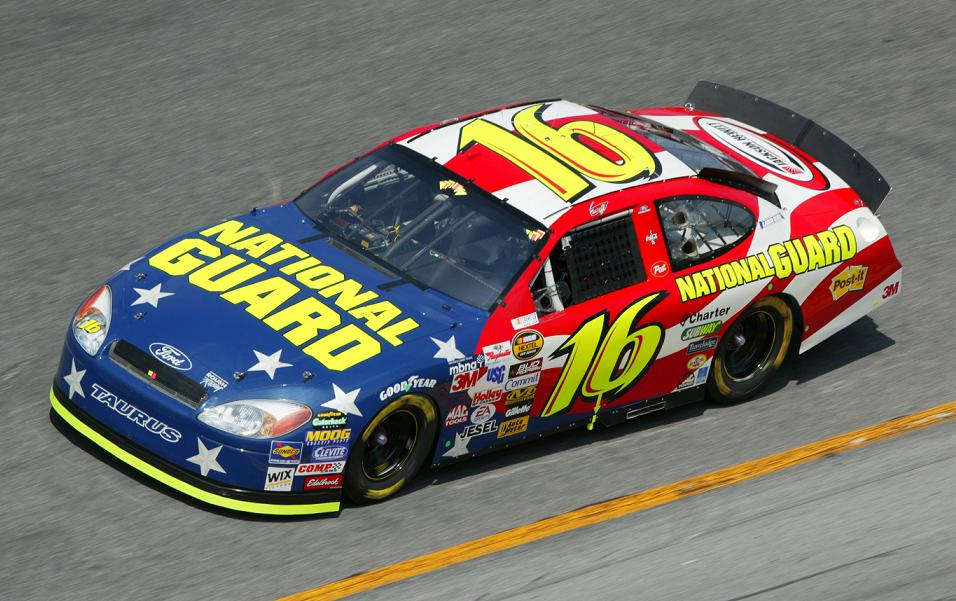
1. 16 National Guard Ford Taurus 2005

Der Wagen mit der Startnummer 16 war der zweite Wagen, der von Roush Fenway Racing in der Cup-Serie eingesetzt wurde. Er debütierte beim Daytona 500 der Saison 1992 mit Keystone als Sponsor. Wally Dallenbach jr. belegte im ersten Rennen den 15. Platz. Im Verlauf der Saison erzielte er aber nur ein Top-10-Ergebnis und wurde 24. in der Meisterschaft. Die Saison 1993 verlief etwas besser für Dallenbach jr. und er erzielte vier Top-10-Ergebnisse. Ab der Saison 1994 wurde Ted Musgrave neuer Fahrer des Wagens und The Family Channel neuer Sponsor. Die Ergebnisse verbesserten sich schlagartig. Musgrave erzielte drei Pole-Positionen und beendete die Saison als 13. in der Meisterschaft. Am Ende der Saison 1995 verbesserte er sich um sechs Plätze auf Platz sieben. Dennoch gelang es Musgrave nicht, ein Rennen zu gewinnen. Gegen Halbzeit der Saison 1998 wurde Musgrave entlassen und durch Kevin Lepage ersetzt, der hinter Kenny Irwin jr. zweiter in der Wertung des Rookie of the Year wurde.
Mit TV Guide erzielte Lepage zu Beginn der Saison 1999 einen fünften Platz auf dem Darlington Raceway sowie die Pole-Position beim Saisonfinale in Atlanta Motor Speedway. TV Guide verlängerte den Sponsorenvertrag nicht, so dass die Startnummer 16 zu Beginn der Saison 2000 ohne Sponsor fuhr, bevor ein mehrjähriger Vertrag mit FamilyClick unterzeichnet wurde. Im Verlauf der Saison verpasste Lepage zwei Rennen und fiel auf Platz 38 in der Meisterschaft zurück. Da FamilyClick mit der Leistung des Teams nicht zufrieden war, zog es sich als Sponsor zurück und das Team trat in der Saison 2001 nicht an. In der Saison 2002 kehrte es in die Cup-Serie zurück und diente dazu, den Champion der Craftsman Truck Series Greg Biffle auf seinen Einsatz vorzubereiten. Biffle absolvierte in dieser Saison insgesamt sieben Rennen. 2003 absolvierte Biffle sein Rookie-Jahr im Cup mit W. W. Grainger als Sponsor. Er ging in 35 von 36 Rennen an den Start, gewann das Pepsi 400 und wurde Zweiter in der Rookie-Wertung hinter Jamie McMurray. In der darauffolgenden Saison wurde die National Guard neuer Hauptsponsor und Biffle gewann zwei Rennen. 2005 stieg 3M und seine Marke Post-It als Zweitsponsor ein und ersetzten Subway. Die Saison wurde die bis dato erfolgreichste des Teams mit sechs Saisonsiegen und Platz zwei in der Meisterschaft. In der Saison 2006 rutschte es aber auf Platz 13 ab. Nachdem die National Guard zur Saison 2007 als Sponsor zur Startnummer 25 von Hendrick Motorsports wechselte, stieg Ameriquest als neuer Hauptsponsor ein zusammen mit 3M und Aflac.
In den Jahren 2008 und 2009 gelang Biffle die Qualifikation zum Chase for the Sprint Cup.

### Wagen #17

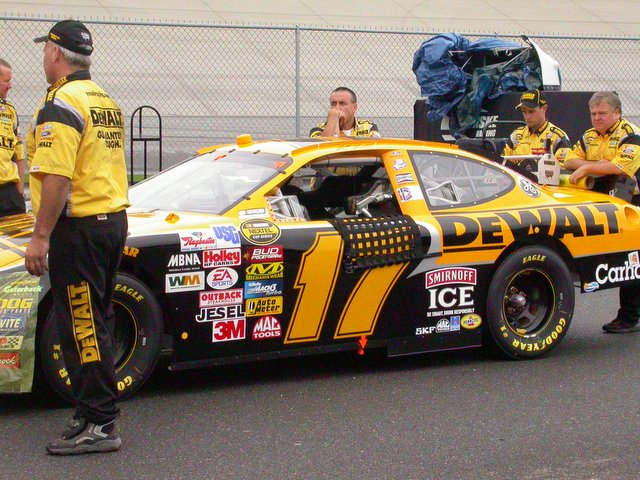
1. 17 DeWalt Tools Ford Taurus 2004

Der Wagen mit der Startnummer 17 debütierte für ausgewählte Rennen in der Saison 1999 mit Matt Kenseth als Fahrer sowie DeWalt als Hauptsponsor. Das erste Rennen, bei dem er eingesetzt wurde, war das Pepsi 400 auf dem Michigan International Speedway, bei dem Kenseth auf Platz 14 landete. Einen Monat später ersetzte er Bill Elliott und wurde Vierter.

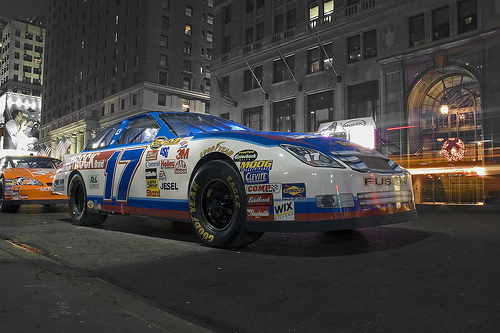
Kenseths USG Sheetrock-Rennwagen

Im Jahre 2000 trat das Team erstmals eine komplette Saison an. Kenseth gewann das Coca-Cola 600 und schlug den favorisierten Dale Earnhardt junior im Rennen um den Titel des Rookie of the Year. 2001 blieb Kenseth sieglos und wurde mit neun Top-10-Ergebnissen 13. in der Meisterschaft. Sichtbare Verbesserungen brachte die Saison 2002 mit fünf Siegen und einem achten Platz am Ende der Saison.
Mit nur einem Sieg auf dem Las Vegas Motor Speedway gewann Kenseth die Meisterschaft der Saison 2003 mit einem Vorsprung von 90 Punkten. Es war der erste Titel für Roush Fenway Racing. In der Saison 2004 gewann er zweimal und schaffte den Einzug in den Chase for the Nextel Cup, wo er den achten Platz belegte. Nach einem schlechten Start in die Saison 2005 schaffte Kenseth mit einem Sieg auf dem Bristol Motor Speedway erneut den Einzug in den Chase. Mit vier Siegen 2006 wurde er Zweiter in der Meisterschaft hinter Jimmie Johnson. Auch in den folgenden Jahren pilotierte Kenseth die Startnummer 17 und schaffte 2007 und 2008 den Einzug in den Chase for the Sprint Cup. In der Saison 2009 belegte Kenseth Platz 14 der Gesamtwertung. Am Ende des Jahres verließ der langjährige Sponsor DeWalt das Team. Seit Beginn der Saison 2010 ist Crown Royal Hauptsponsor der Startnummer 17.

### Wagen #26

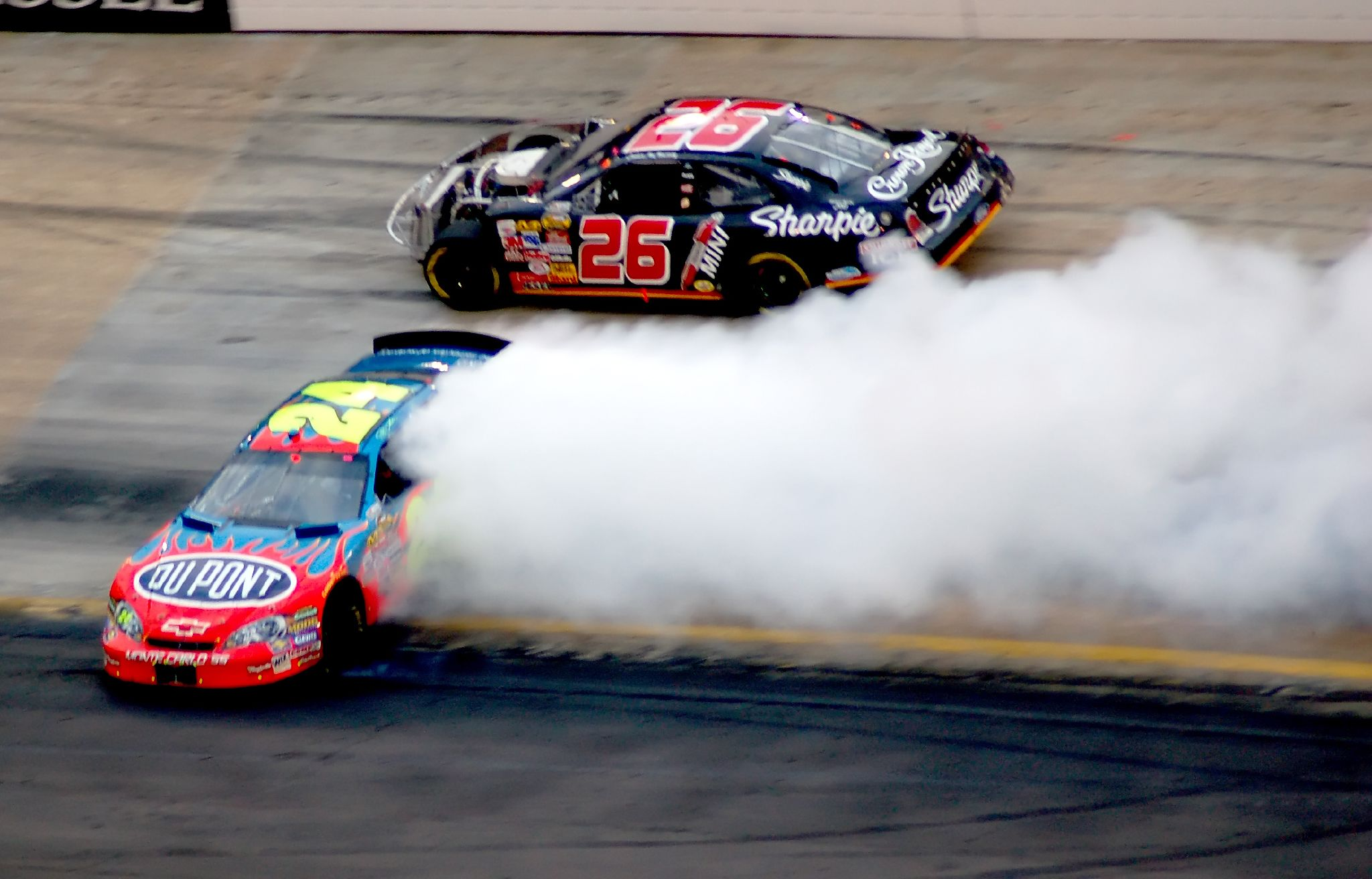
Der Ford Fusion #26, gefahren von Jamie McMurray in Bristol 2006

Der Wagen mit der Startnummer 26 debütierte beim Herbstrennen auf dem Charlotte Motor Speedway in der Saison 1993 als Startnummer 97. Fahrer des von Kleenex gesponserten Wagens war Chad Little, Eigentümer Greg Pollex. Bis zum Ende der Saison 1996 traten Little und Pollex mit diversen Sponsoren bei ausgewählten Rennen an, bevor 1997 mit John Deere als Sponsor die erste volle Saison folgte. Nach finanziellen Problem und schlechten Leistungen kaufte Roush das Team zu drei Vierteln im Verlauf der Saison. Little qualifizierte den Wagen für 27 der insgesamt 32 Saisonrennen. In der Saison 1998 kehrte das Team mit Ford als neuem Hersteller zurück.
Little erzielte das beste Ergebnis seiner Karriere mit einem zweiten Platz beim Texas 500 und trotz des verpassten Frühjahrsrennens in Atlanta belegte er am Saisonende Platz 15 in der Meisterschaft. Danach verschlechterte sich die Leistung im Verlauf der Saison 2000, worauf Little das Team verließ. Kurt Busch, Fahrer in der Craftsman Truck Series für Roush, übernahm für den Rest der Saison das Steuer. Wie die Startnummer 16 in der Saison 2000 startete die Startnummer 97 die Saison 2001 zunächst ohne Sponsorenunterstützung, bevor Rubbermaid und Sharpie als Sponsoren einstiegen. Busch’ Rookie-Saison verlief relativ unspektakulär. Er erzielte eine Pole-Position in Darlington und wurde mit sechs Top-10-Ergebnissen 27. in der Meisterschaft. Im Jahre 2002 rand er Jimmy Spencer im Kampf um den Sieg in Bristol nieder. Insgesamt gewann er in dieser Saison vier Rennen, drei davon innerhalb der letzten fünf Saisonrennen. In der Meisterschaft wurde Busch Dritter. In der Saison 2003 erzielte er vier Siege sowie 14 Top-10-Ergebnisse. Er befand sich über weite Teile der Saison unter den Top 10 der Meisterschaft, verschlechterte sich gegen Ende aber auf Platz elf. Die Saison 2004 war die bis dato erfolgreichste der Startnummer 97. Mit drei Siegen, 21 Top-10-Ergebnissen sowie einer Pole-Position gewann Busch seine erste Meisterschaft und die zweite für Roush Fenway Racing. Ein Jahr später rutschte er mit drei Siegen auf Platz zehn zurück.

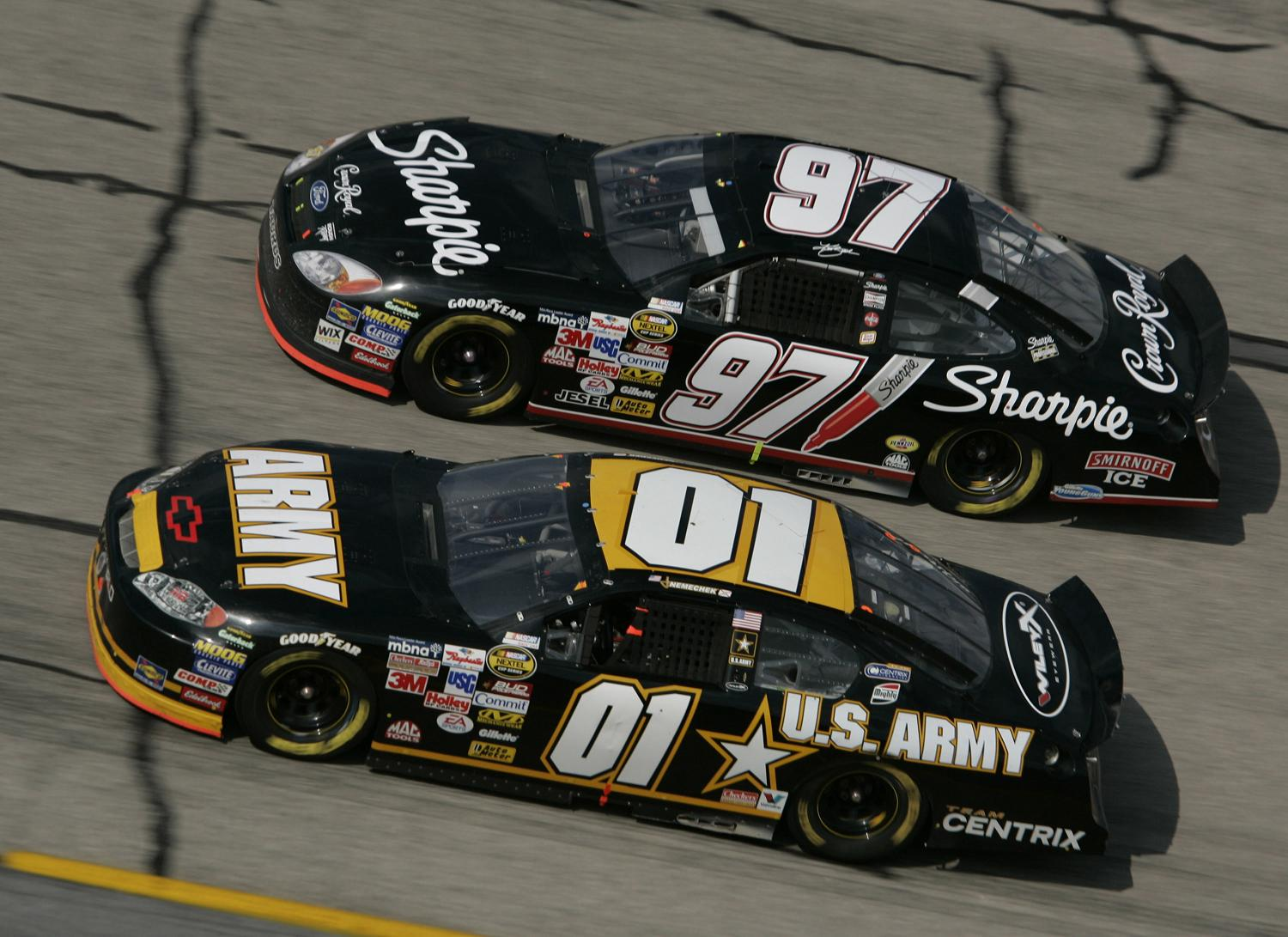
Der Sharpie Ford Taurus #97, gefahren von Kurt Busch auf dem Daytona International Speedway 2005

Mitte der Saison 2005 verkündete Busch, dass er Roush Fenway Racing verlassen werde, um den zurückgetretenen Rusty Wallace in der Startnummer 2 von Penske Racing zu ersetzen. Am 7. November 2005 wurde verkündet, dass Busch aus seinen vertraglichen Verpflichtungen entlassen wurde und zum Ende der Saison wechseln dürfe. Am 11. November wurde Busch wegen Trunkenheit am Steuer sowie rücksichtslosem Fahren angehalten. Obwohl seitens NASCAR keine Sanktionen unternommen wurden, suspendierte ihn Roush Fenway Racing für den Rest der Saison. Kenny Wallace nahm seinen Platz in den letzten beiden Rennen ein.
Am 16. November 2005 wurde offiziell bekanntgegeben, dass die Startnummer zur Saison 2006 von 97 in 26 geändert wird. Jamie McMurray wurde neue Fahrer mit Crown Royal, Smirnoff Ice und Irwin Industrial Tools als Sponsoren. In seinem ersten Jahr für Roush Fenway Racing erzielte McMurray sieben Top-10-Ergebnisse und belegte in der Meisterschaft den 25. Platz. Zudem siegte er beim Pepsi 400 mit einem Vorsprung von 0,005 Sekunden vor Kyle Busch.
Vor der Umwandlung der Startnummer 97 gab es bereits in den Saisons 1998 und 1999 ein Wagen mit der Startnummer 26, der von Roush Fenway Racing eingesetzt wurde. Gesponsert von General Mills debütierte das Team auf dem North Carolina Speedway, wo Johnny Benson 30. wurde. Benson beendete die Saison mit zehn Top-10-Ergebnissen und dem 20. Platz in der Meisterschaft. Nach nur zwei Top-10-Ergebnissen in der Saison 1999 und Platz 28 in der Meisterschaft verließ Benson das Team, um für Tyler Jet Motorsports zu fahren. Anschließend wurde das Team aufgelöst.
Da nach einem Beschluss der NASCAR ab der Saison 2010 nur noch vier Autos je Team an den Start gehen durften, wurde das Team mit der Startnummer 26 zum Ende der Saison 2009 aufgelöst. Jamie McMurray verließ das Team in Richtung Earnhardt Ganassi Racing.

### Wagen #99

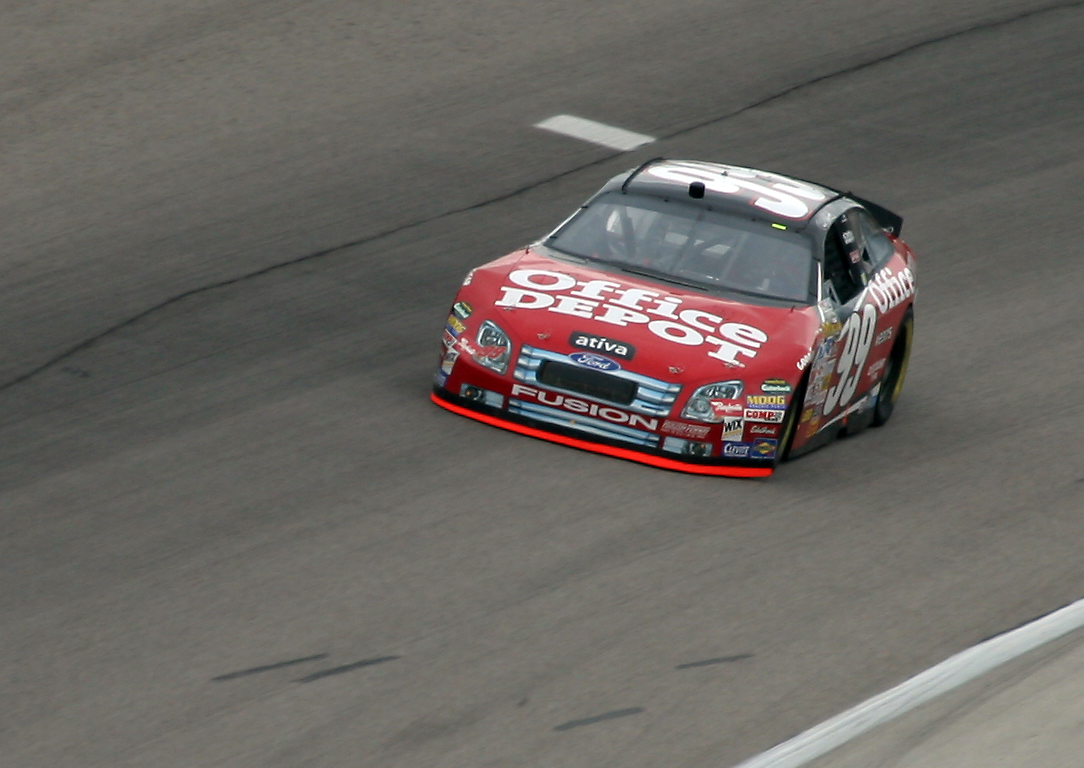
Carl Edwards in der Startnummer 99 auf dem Texas Motor Speedway

Der Wagen mit der Startnummer 99 trat das erste Mal beim Daytona 500 der Saison 1996 mit Jeff Burton und Exide Batteries als Sponsor an. Burton erzielte den fünften Platz. Nachdem er das erste Saisonrennen in Atlanta verpasst hatte, gewann Burton eine Pole-Position in Michigan und beendete die Saison als 13. in der Meisterschaft.
In der Saison 1997 gewann Burton drei Rennen und verbesserte sich in der Meisterschaft auf Platz vier. 1998 erzielte er zwei Siege sowie 23 Top-10-Ergebnisse und wurde Fünfter in der Meisterschaft. Nachdem das Team mit Burton am Steuer in der Saison 1999 zunächst in Führung lag, fielen sie nach einer schlechten Leistung in Richmond ab. Am Ende der Saison standen sechs Siege, 23 Top-10-Ergebnisse sowie Platz fünf in den Punkten. Gegen Ende der Saison stieg Exide als Sponsor aus und wurde durch Citgo ersetzt. Das Team erzielte seine bis dato beste Platzierung mit dem dritten Platz in der Meisterschaft, vier Siegen, 22 Top-10-Ergebnissen und einer Pole-Position. Seinen letzten Sieg mit der Startnummer 99 erzielte Burton in Phoenix 2001. Nach nur mäßigen Leistungen fiel er auf Platz zehn in der Meisterschaft zurück.
Nach der Saison 2003 beendete Citgo sein Sponsoring. Neue Hauptsponsoren wurden SKF und Pennzoil. Nach weiteren Enttäuschungen verließ Burton mit vielen Sponsoren das Team Mitte 2004 in Richtung Richard Childress Racing. Roush beförderte Carl Edwards aus der Craftsman Truck Series zum neuen Piloten der Startnummer 99. In der restlichen Saison 2004 erzielte er fünf Top-10-Ergebnisse. In seiner ersten vollen Saison gewann Edwards vier Rennen und belegte Platz drei in der Meisterschaft. Zu den neuen Sponsoren zählten Scotts, Office Depot, Stonebridge Life Insurance Company und die World Financial Group. In der Saison 2006 wurde Office Depot alleiniger Sponsor des Teams. Edwards gewann 2006 kein einziges Rennen und verpasste auch den Einzug in den Chase for the Nextel Cup, wurde aber mit zehn Top-10-Ergebnissen Zwölfter in der Meisterschaft. Nach 52 Rennen ohne Sieg gewann Edwards in der Saison 2007 das Citizens Bank 400 auf dem Michigan International Speedway und schaffte den Sprung in den Chase, wo er das Dodge Dealers 400 auf dem Dover International Speedway gewann. 2008 gewann Edwards neun Rennen in der Startnummer 99 und belegte Rang zwei der Gesamtwertung, in der Saison 2009 gelang ihm zwar erneut die Qualifikation zum Chase for the Sprint Cup, jedoch konnte Edwards keine Siege einfahren.

## NASCAR Xfinity Series

### Wagen #06
Der Wagen mit der Startnummer 06 feierte sein Debüt beim Hershey's Kissables 300 auf dem Daytona International Speedway am 18. Februar 2006. Erster Fahrer des Wagens war Todd Kluever, erster Sponsor 3M. Im Verlauf der Saison erzielte Kluever vier Top-10-Ergebnisse und eine Pole-Position. In der Saison 2007 fuhr Mark Martin den Wagen mit Dish Network als Sponsor auf dem Daytona International Speedway und Texas Motor Speedway. In den Folgejahren wurde die Startnummer nicht mehr genutzt.

### Wagen #6
Die Startnummer 6 debütierte in Daytona in der Saison 1997 als Startnummer 9. Jeff Burton fuhr den von Track Gear gesponserten Ford Taurus auf den 40. Platz. In den darauffolgenden sechs Jahren siegte Burton insgesamt 16-mal mit unterschiedlichen Sponsoren. Nachdem Burton Roush Fenway Racing Mitte 2004 verlassen hatte, kehrte Mark Martin in die Busch Series zurück und erzielte vier Top-10-Ergebnisse in fünf Starts. 2005 fuhr er ebenfalls fünf Rennen, von denen er zwei gewann. Nach einem Nummerntausch mit Evernham Motorsports 2006 wechselte die Startnummer von 9 in 6. Anschließend kam der Wagen in ausgewählten Rennen zum Einsatz. 2007 übernahm David Ragan das Steuer mit der Discount Tire Company als Sponsor. Dazu bekam das Team die Owner Points von der Startnummer 06 übertragen. Ragan erzielte in der Saison 2009 zwei Siege in der Startnummer 6. Zu Beginn der Saison 2010 übernahm Ricky Stenhouse jr. das Steuer der Startnummer 6.

### Wagen #16
Die Startnummer 16 wurde in der Busch Series zum ersten Mal in Daytona in der Saison 2006 eingesetzt. Greg Biffle fuhr den von Ameriquest gesponserten Wagen in 20 Rennen, von denen er einmal auf dem California Speedway gewann. In der Saison 2007 teilen sich Biffle und Todd Kluever den Wagen, der von 3M gesponsert wurde. Auch in den Jahren 2008 und 2009 fanden mehrere Fahrer Platz in der Startnummer 16. In der Saison 2010 sollte Colin Braun das Auto als Vollzeitfahrer übernehmen, aufgrund schwacher Leistungen wurde ihm allerdings nach einigen Rennen eine Auszeit gegeben. Matt Kenseth pilotierte während dieser Rennen die Startnummer 16.

### Wagen #17
Die Startnummer 17 debütierte in der Saison 1994 auf dem Darlington Raceway. Fahrer und zeitgleich Eigentümer des Wagens war Robbie Reiser, der den Wagen ohne Sponsorenunterstützung auf Platz 35 nach einem Unfall fuhr. Reiser fuhr für einige Jahre ausgewählte Rennen, bevor er Tim Bender 1997 engagierte. Nachdem sich Bender verletzte, heuerte Reiser Matt Kenseth als neuen Fahrer an. Kenseth erzielte sieben Top-10-Ergebnisse und beendete die Saison als 22. in der Meisterschaft. Seine Leistungen überzeugten Reiser, der ihm daraufhin für die gesamte folgenden Saison verpflichtete. Kenseth gewann sein erstes Rennen auf dem North Carolina Speedway. Mit Lycos als neuem Sponsor gewann er insgesamt drei Rennen und wurde Meisterschaftszweiter hinter Dale Earnhardt junior. Ab 1999 wurde DeWalt Tools neuer Sponsor und Kenseth siegte in vier weiteren Rennen. Die Saison beendete er auf Platz drei. Bis zur Saison 2002 gehörte das Team nicht zu Roush Fenway Racing. Reiser setzte bis Ende der Saison 2001 Chevrolets ein. Seitdem wurde die Startnummer 17 für ausgewählte Rennen mit einer Vielzahl von Sponsoren eingesetzt und Kenseth fuhr neben anderen Piloten jede Saison zumindest ein Rennen mit dem Wagen.

### Wagen #26
Der Wagen mit der Startnummer 26 debütierte in Daytona 2006 unter der Startnummer 50. Danny O’Quinn war der erste Fahrer und die World Financial Group sowie die Stonebridge Life Insurance Company die ersten Sponsoren. O’Quinn erzielte fünf Top-10-Ergebnisse und gewann den Titel des Rookie of the Year, obwohl er in zwei Rennen von David Ragan ersetzt wurde. Zur Saison 2007 wechselte das Team die Startnummer in 26 und Greg Biffle startete mit Oreo als Sponsor in Daytona. Zu den weiteren Fahrern der Saison gehörten Jamie MyMurray sowie Todd Kluever.

### Wagen #60
Der Wagen mit der Startnummer 60 ist der ursprüngliche Wagen, mit dem Roush Fenway Racing sein Engagement in der Nationwide Series begann. Er debütierte 1992 in Daytona mit Mark Martin als Fahrer und Winn-Dixie als Sponsor. In seinem Debütrennen belegte er den sechsten Platz. Martin fuhr den Wagen bis Ende der Saison 2000 und erzielte mehr Siege in der Nationwide Series als Jack Ingram, den bisherigen Fahrer mit den meisten Siegen der Serie. Ende der Saison 2000 beendete Martin sein Engagement in der Nationwide Series ebenso wie Winn-Dixie als Sponsor. Neuer Fahrer wurde Greg Biffle, der Grainger als neuen Sponsor mitbrachte. In seiner Rookie-Saison gewann Biffle fünf Rennen und führte zwischenzeitlich die Meisterschaft an, wurde am Ende aber Vierter. Nach vier Siegen und dem Gewinn der Meisterschaft in der Saison 2002 wechselte Biffle in die Cup-Serie und nahm Grainger als Sponsor mit. Daraufhin übernahm 2003 Stanton Barrett das Steuer mit Odoban als Sponsor. Nach zwei Pole-Positionen, die er aufgrund von Regen ausgefallenen Qualifyings und den Owner Points zugesprochen bekam, zog sich das Team wegen Bedenken seitens des Sponsorings in der Saison zurück. Das Team kehrte in der Saison 2004 mit Greg Biffle als Fahrer und Charter Communications als Fahrer zurück. Biffle fuhr die volle Saison und mit fünf Siegen belegte er Platz drei in der Meisterschaft. 2005 übernahm Carl Edwards das Steuer. Mit fünf Siegen und Platz drei in der Meisterschaft sicherte er sich den Titel des Rookie of the Year. In der Saison 2006 trat er ebenfalls in allen Rennen im von Ameriquest gesponserten Wagen an, gewann viermal und wurde Meisterschaftszweiter. Im Jahre 2007 gewann Edwards mit der Startnummer 60 die Meisterschaft. Auch 2008 und 2009 wurde der Wagen von Edwards pilotiert.

## NASCAR Craftsman Truck Series

### Truck #6
Der Truck mit der Startnummer 6 debütierte 1996 im Heartland Park Topeka als Startnummer 99. Gesponsert von Exide Batteries fuhr Jeff Burton damit auf Platz acht. Weiterhin erzielte er drei Top-10-Ergebnisse in vier Rennen. Burton teilte sich den Wagen mit Mark Martin, der auf dem North Wilkesboro Speedway gewann. Im darauffolgenden Jahr fuhr Chuck Bown die volle Saison und mit 13 Top-10-Ergebnissen beendete der die Saison als Neunter. Neuer Fahrer ab der Saison 1998 wurde Joe Ruttman. Er erzielte einen Sieg sowie Platz drei in der Meisterschaft. Nach nur einer Saison übernahm Mike Bliss das Steuer, gewann in Martinsville und belegte in der Meisterschaft Platz neun. Nachdem Bliss in den Winston Cup wechselte, kam Kurt Busch als neuer Fahrer ins Team. Er erzielte in der Saison 2000 vier Siege und wurde hinter Biffle zweiter in der Meisterschaft sowie Rookie of the Year.
Sowohl Busch als auch Exide verließen das Team nach der Saison und wurden durch den Rookie Nathan Haseleu und Eldon als Sponsor ersetzt. Trotz vier Top-10-Ergebnissen in den ersten zwölf Rennen der Saison 2001 wurde Haseleu durch Kurt Busch’ jüngeren Bruder Kyle ersetzt. Im Alter von 16 Jahren erzielte er zwei Top-10-Ergebnisse und sollte die komplette Saison 2002 fahren, bis NASCAR entschied, dass Fahrer in den Top-Serien mindestens 18 Jahre alt sein müssen. Nachdem Tim Fedewa daraufhin das Eröffnungsrennen der Saison 2002 fuhr, zog das Team den Wagen für den Rest der Saison aus der Serie zurück. 2003 kehrte das Team zurück mit Carl Edwards als neuem Fahrer und Superchips als Sponsor. Edwards gewann drei Rennen sowie den Titel des Rookie of the Year. In der Saison 2004 gewann er ebenfalls drei Rennen und verbesserte sich in der Meisterschaft auf den vierten Platz. Nachdem Edwards 2005 in den Nextel Cup wechselte, engagierte Roush Fenway Racing den ehemaligen Cup-Fahrer Ricky Craven als Ersatz. Trotz sieben Top-10-Ergebnissen sowie einem Sieg in Martinsville beendeten Roush und Craven ihre Zusammenarbeit 2006. Vor Beginn der Saison 2006 wechselte das Team die Startnummer von 99 in 6. Das Steuer teilten sich Nextel-Cup-Veteran Mark Martin und Rookie David Ragan. Neuer Sponsor des Trucks wurde Scotts. Martin gewann die ersten beiden Saisonrennen und entschied sich mehr Rennen als ursprünglich geplant zu fahren. Er trat bei allen Rennen an, die nicht mit seinem Einsatz im Nextel Cup kollidierten. In Mansfield wurde Ragen durch Auggie Vidovich II ersetzt, nachdem er im Training verunfallte. Er beendete das Rennen auf Platz 19. Ragan selbst erzielte sechs Top-10-Platzierungen und eine Pole-Position, Martin gewann fünfmal. In den Owner Points beendete das Team die Saison auf Platz zwei. In der Saison 2007 fuhr Travis Kvapil, der Champion der Serie von 2003, den Truck mit der Startnummer 6. In der Saison 2008 übernahm Colin Braun das Steuer der Startnummer 6, er gewann den Rookie of the Year Award als bester Neuling und wurde 13. der Meisterschaftswertung. In der Saison 2009 erzielte Braun in der Startnummer 6 seinen ersten Sieg. Im Folgejahr verließ Braun die Camping World Truck Series um fortan die Startnummer 16 der Nationwide Series zu pilotieren. Das Truck-Team mit der Startnummer 6 wurde aufgelöst.

### Truck #50

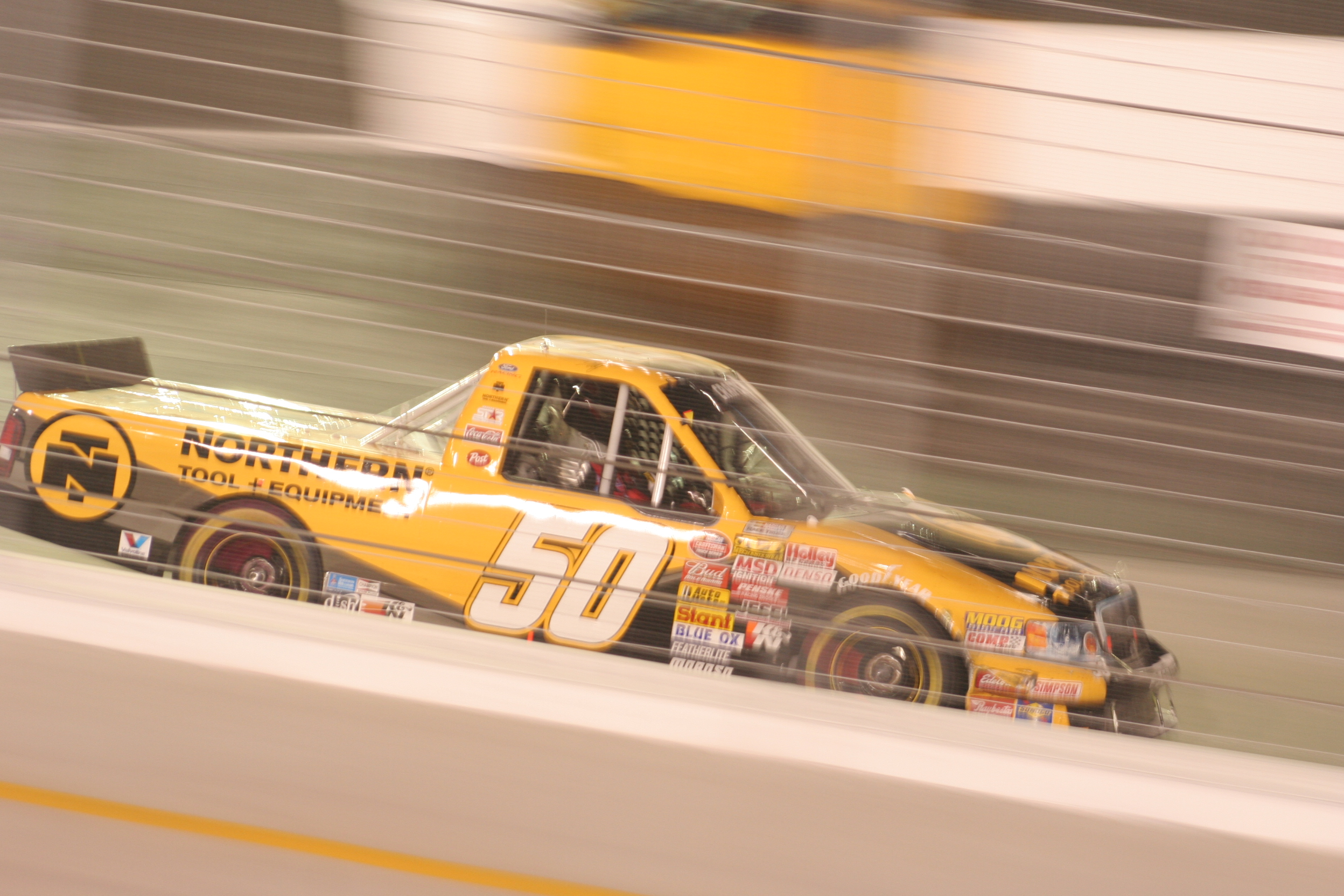
Truck #50 im Jahre 2007

Der erste Einsatz des Trucks mit der Startnummer 50 erfolgte in der Saison 2005 als Entwicklungsfahrzeug für Ford. Bobby East versuchte die damalige Startnummer 33 in einigen Rennen zu qualifizieren, was ihm aber nicht gelang. Mark Martin erzielte die erste Qualifikation des Wagens beim Ford 200, wo er von Startplatz 14 ins Rennen ging und Achter wurde. Sponsor war die Stonebridge Life Insurance.
Nach Martins starkem Start in die Saison 2006 im Truck mit der Startnummer 6 nahm er an mehr als den ursprünglich geplanten Rennen teil. Roush entschied sich daher ein weiteres Teilzeitteam aufzustellen, um David Ragan bei den geplanten Rennen einsetzen zu können. In der Startnummer 50 fuhr er in Atlanta auf den 22. Platz, verschlechterte sich aber in den nächsten Rennen sowohl im Truck mit der Startnummer 50 als auch 6. Nach einem Unfall in der Startnummer 6 beim Training in Mansfield, wurde er für das Wochenende ersetzt. In Dover fuhr Carl Edwards die Startnummer 50, bevor Ragan in Texas ins Cockpit zurückkehrte. Sein bestes Ergebnis erzielte er beim EasyCare Vehicle Service Contracts 200 im Herbst in Atlanta mit einem sechsten Platz. Weitere Fahrer der Saison 2006 waren Peter Shepherd und Michel Jourdain junior. In der Saison 2007 teilen sich Carl Edwards, T. J. Bell, Peter Shepherd sowie Danny O’Quinn jr. die Startnummer 50.

### Truck #99
Der Truck mit der Startnummer 99 ist der Truck, mit dem Roush Fenway Racing ursprünglich in der Saison 1995 auf dem Heartland Park Topeka-Straßenkurs debütierten. Unter der damaligen Startnummer 61 fuhr Todd Bodine den Truck auf den vierten Platz. Bodine erzielte in Richmond sowie auf dem Mesa Marin Raceway zwei weitere Top-10-Ergebnisse, bevor Ted Musgrave den Truck übernahm und Vierter in Phoenix wurde. Mit Beginn der Saison 1996 wurde die Startnummer in 80 geändert und Joe Ruttman übernahm das Steuer. Ruttman erzielte 16 Top-10-Resultate und wurde Vierter in der Meisterschaft. Mit LCI als Sponsor gewann er 1997 fünf Rennen und verbesserte sich zum Saisonende auf Platz drei. Nachdem die Startnummer zu Beginn der Saison 1998 von 80 in 50 geändert wurde, fuhr Ruttman ein Rennen, bevor er in die Startnummer 99 wechselte. Als Ersatz kam Greg Biffle auf Anraten von Benny Parsons. Obwohl Biffle kein Rennen gewann, holte er vier Pole-Positionen und wurde Achter in der Meisterschaft.
In der Saison 1999 gewann Biffle mit der Startnummer 50 insgesamt neun Rennen und hatte Chancen auf die Meisterschaft, die letztlich aber Jack Sprague gewann. Obwohl er in der Saison 2000 nur fünf Siege erzielte, gewann er mit 230 Punkten Vorsprung die Meisterschaft vor seinen Teamkollegen Kurt Busch. Nachdem Biffle in der darauffolgenden Saison in die Busch Series wechselte, engagierte Roush Chuck Hossfeld als neuen Fahrer. Wegen schlechten Leistungen in seiner Rookie-Saison wurde er nach kurzer Zeit entlassen. Als Ersatz kamen Jon Wood sowie Greg Biffle. Wood überzeugte Roush und bekam für die Saison 2002 das Cockpit für die komplette Saison, in der er mit zwölf Top-10-Ergebnissen auf Platz zwölf in der Meisterschaft landete. In der Saison 2003 erzielte er zwei Siege und wurde am Saisonende Fünfter. Nach Platz 15 in der Meisterschaft der Saison 2004 übernahm ab 2005 Todd Kluever den Truck und erzielte in seiner Rookie-Saison sechs Top-5- und zwölf Top-10-Ergebnisse. Zu Beginn der Saison 2006 wurde die Startnummer von 50 in 99 geändert und Erik Darnell übernahm das Steuer, der sich damit den Titel des Rookie of the Year sicherte.

## Partnerschaften

### Yates Racing
Seit dem Jahr 2004 besteht eine Partnerschaft mit Yates Racing, welches ebenfalls auf Ford als Hersteller setzt. Die beiden Teams verkündeten, dass sie ihre Motorenabteilungen zusammenlegen wollen, um die Leistung der Motoren zu verbessern. In der Saison 2006 setzten die meisten Ford-Teams Motoren von Yates/Roush ein, darunter das langjährige Ford-Team Wood Brothers/JTG Racing.

### Tim Brown
Im Jahre 2005 verkündete NFL-Hall-of-Fame-Wide-Receiver Tim Brown, dass er ein eigenes NASCAR-Team gründen und Material von Roush beziehen wolle. Brown sagte außerdem, dass er Roush die Fahrer auswählen lassen würde. Die Serie, in der das Team antritt, sei abhängig davon, wie viel Geld durch Sponsoren zur Verfügung gestellt werde.

### No Fear Racing
Im Jahre 2006 verkündete der Hersteller von SoBe No Fear-Energydrink, dass sie mit einem neuen Team die Saison 2007 bestreiten wollen. Erster Fahrer des Wagens wurde der Straßenkursspezialist Boris Said. Weiterhin wurde verkündet, dass das Team Roush Fenway Racing angegliedert würde, so dass Roush Wagen und Ausrüstung an No Fear Racing verkaufen sowie dem Team bei der Entwicklung helfen könne. Im Gegenzug unterrichtet Said die jüngeren Fahrer von Roush auf Straßenkursen.

### Robby Gordon Motorsports
Mit Beginn der Saison 2007 wechselte Robby Gordon von Chevrolet zu Ford, nachdem er einen entsprechenden Vertrag mit Ford Racing unterzeichnete. Seitdem least er Motor von aus dem Roush/Yates-Motorenprogramm.

### Gründung von Roush Fenway Racing
Am 14. Februar 2007 erwarb die Fenway Sports Group, Eigentümerin des Baseball-Teams Boston Red Sox, 50 % von Roush Racing, woraus das neue Unternehmen Roush Fenway Racing entstand.
Mike Dee, Präsident der Fenway Sports Group, sagte zum Einstieg in NASCAR: „Although there have been many instances of cross ownership in the world of professional sports, this partnership marks the first time that owners of a professional franchise in one of the four major leagues have crossed over into the world of NASCAR.“ (zu deutsch: „Obwohl es schon viele Beispiele für Sportartenübergreifende Besitzverhältnisse im professionellen Sport gibt, markiert diese Partnerschaft den ersten Zeitpunkt, wo ein Eigentümer eines professionellen Franchise einer der vier bedeutendsten Ligen den Sprung in die Welt von NASCAR gemacht hat.“)
Das Management des Teams blieb bestehen mit Jack Roush als Chef aller Operationen, die im Zusammenhang mit dem Wettbewerb stehen, sowie Geoff Smith als Präsident und Verantwortlicher aller geschäftlichen Angelegenheiten.

## The Gong Show
Roush Fenway Racing verpflichtet viele seiner Nachwuchsfahrer in einem Eliminationsverfahren mit Namen „The Gong Show“. Der Auswahlprozess beginnt damit, dass Roush um Bewerbungen von Fahrern aus allen Klassen bittet. Die Fahrer durchlaufen daraufhin eine Vielzahl von Tests, wo nicht nur das fahrerische Können bewertet wird, sondern auch das Auftreten in der Öffentlichkeit sowie der Charakter. Letztlich wird das Bewerberfeld ausgedünnt, bis eine kleine Gruppe übrig bleibt. Die verbleibenden Bewerber werden an das Steuer von Roush-Rennwagen, häufig Trucks der Craftsman Truck Series, gesetzt, um ihr fahrerisches Können zu bewerten. Diejenigen mit den schnellsten Zeiten kommen weiter, bis letztlich nur die Besten einen Vertrag bekommen, um für Roush Fenway Racing in der Craftsman Truck Series oder Nationwide Series an den Start gehen zu dürfen.
Der Name „Gong Show“ stammt aus der Talentshow-Parodie „The Gong Show“ aus den 1970er Jahren.